# Jesús Berrocal
Jesús Berrocal Campos (Córdoba, España, 5 de febrero de 1988). Es un futbolista español que juega de delantero y su actual equipo es el Villarrubia Club de Fútbol de la Segunda División B.

## Trayectoria
Berrocal militó en las secciones inferiores del Córdoba C.F. En 1999 ficha por las categorías inferiores del RCD Espanyol donde se forma como jugador hasta la categoría de juvenil.
Internacional sub-19 con la selección española, participa en el Campeonato Europeo de 2007 celebrado en Austria, donde esta selección quedó campeona.
En 2007 ficha por el Real Madrid por de tres temporadas. Compite con asiduidad en el equipo C de Tercera División siendo llamado por el Real Madrid Castilla en numerosas ocasiones.
Berrocal llega en 2009 al Racing B procedente del Real Madrid C acabada la primera vuelta del campeonato Nacional de Liga de Tercera División. Se incorporó a la disciplina del filial en calidad de cedido, con opción de compra.
Debutó con el primer equipo racinguista el 1 de marzo de 2009 en el partido frente al Osasuna sustituyendo a Jonathan Pereira en el minuto 92.
Marcó su primer gol en primera el 8 de marzo de 2009 en el partido frente al Deportivo de la Coruña en el minuto 34 de la segunda parte, de la que solo jugó 30´.
En agosto de 2009 ficha por dos temporadas con el Granada C.F..
En mayo de 2010 consigue el ascenso a Segunda División A "Liga Adelante" española.
Berrocal ficha por la A.D. Ceuta por dos temporadas en julio de 2010.
En agosto de 2011 ficha por el San Roque de Lepe, equipo que milita en el Grupo IV de la 2.ª División B del fútbol español.
El 31 de enero de 2012 pasa a formar parte del R.C. Recreativo de Huelva perteneciente a la LIGA ADELANTE. Llegado este momento Jesús ha participado en todas las categorías de competición futbolista, pasando de pre benjamín a la 1.ª División española, hoy LIGA BBVA.
En junio de 2013 ficha por dos años y medio con Buriram United F.C. de Tailandia.
El día 31 de enero de 2014, el último día de mercado invernal, se oficializó su fichaje por el equipo berciano, la Sociedad Deportiva Ponferradina.
En la temporada 2016-17, firmaría por el Hércules Club de Fútbol de la Segunda División B.
En 2017, firma por el Pontevedra Club de Fútbol en el que militaría durante tres temporadas.
Tras comenzar la temporada 2020-21 sin equipo, en febrero de 2021 firma por el Villarrubia Club de Fútbol de la Segunda División B, hasta el final de la temporada.

## Selección nacional
En 2007 se proclama campeón de Europa con la selección española Sub-19 en Austria

## Clubes
| Club                             | País      | Temporada           | Encuentros disputados     | Goles                        |
| -------------------------------- | --------- | ------------------- | ------------------------- | ---------------------------- |
| Córdoba C.F.                     | España    | Benjamín a Infantil |                           |                              |
| RCD Español                      | España    | 1999-2007           |                           |                              |
| Real Madrid C                    | España    | 2007-2008           |                           | 15                           |
| Real Madrid C                    | España    | 2008-2009           | 1.ª vuelta hasta febrero  | 9                            |
| Racing de Santander B (cedido)   | España    | 2008-2009           | 6                         | 2                            |
| Racing de Santander (cedido)     | España    | 2009                | 3                         | 1                            |
| Granada CF                       | España    | 2009-2010           | 30 (816 min.)             | 6                            |
| Asociación Deportiva Ceuta       | España    | 2010-2011           | 23 (786 min.)             | 2                            |
| Club Deportivo San Roque de Lepe | España    | 2011-2012           | 25 (24 Titular-2134 min.) | 8 en Liga, 2 en Copa del Rey |
| Recreativo de Huelva             | España    | 2011-2013           | 50 (29 Titular-2.854min.) | 10                           |
| Buriram United F.C.              | Tailandia | 2013-2014           |                           |                              |
| Sociedad Deportiva Ponferradina  | España    | 2014-               | 14 (7 Titular)            | 3                            |
| Sociedad Deportiva Ponferradina  | España    | 2014-2016           | 39 (38 Titular)           | 5                            |
| Hércules Club de Fútbol          | España    | 2016-2017           |                           |                              |
| Pontevedra Club de Fútbol        | España    | 2017-2020           |                           |                              |
| Villarrubia Club de Fútbol       | España    | 2021-Actualidad     |                           |                              |